# 林銘德
林銘德 PC KC （1962年8月10日—）是加拿大政治家和律師，曾於2015年至2024年在下議院擔任代表喇沙—映默—凡爾登的議員。林銘德是自由黨黨員，曾於2019年至2023年擔任加拿大司法部長暨檢查總長。 
林銘德出生於安大略省高爾本港，畢業於多倫多大學，並在麥基爾大學、耶魯大學和牛津大學雅息特學院攻讀法律相關的學位。在從政之前，他是麥基爾大學的法學教授、該校法學系統研究所成員，也是知識產權政策中心的創始成员之一。 

## 早年生活及學術生涯
林銘德於1962年8月10日於高爾本港出生，他的父母是義大利裔移民。拉梅蒂於1985 年獲得了多倫多大學的文学士学位，主修經濟學和政治學；並於1989年完成了麥基爾大學法學學士學位和民法學士學位的課程。 在1989年至1990年，他擔任了加拿大最高法院法官高彼得（Peter Cory） 的文員。 在1991年，林銘德完成了耶魯大學法學院法學碩士學位的課程。其後，在1999 年，他在牛津大学雅息特學院获得法学博士学位，  他的論文題目為《私有財產的義務及目的：私有財產的倫理理論與實踐》。 
1995年，在擔任紐賓士域大學法學院的客座講師後，林銘德接受了麥基爾大學法學院的講師職位，並在那裡從事教學和研究。 他於1998年被擢升為助理教授，然後在2003年，他再度被擢升，成為了副教授，更在2015年升遷為終身教授。 他主要的講題及論文題目涉及民事法及普通法財產、知識產權、財產的理論和法律道德等。
他的工作促成了該校知識產權政策中心的成立。他於2003年與他人共同創立了該中心，並於2009至2011年間擔任該中心主任。此外，他於2008至2011年間也擔任了麥基爾大學法學院的學術副院長，其後於2012至2015 年間擔任了麥基爾大學教務委員會的成員，也曾擔任魁省律師基金會的理事。 
林銘德的學術出版物以財產、知識產權和社會規範等主題為主。 
林銘德曾與馬克·卡尼一起擔任牛津大學冰球會的隊長，也曾在滿地可的青年足球聯賽中擔任教練。 

## 政治生涯
林銘德十幾歲時就開始對政治產生興趣，也就是從他在1979年加拿大聯邦大選中擔任自由黨義工的時候開始。隨後，他也為不同自由黨聯邦和省級的候選人擔任義工，其中包括最終官至議長的白倫德（Gilbert Parent）。林銘德也是自由黨青年組織在尼亞加拉南部的分部「伊利選區新自由黨人」（Erie Riding New Liberals）的創始人之一。
2014年6月16日，林銘德開始角逐成為喇沙-映默-凡爾登這個新選區的自由黨候選人。林銘德於2015年2月8日勝出了黨內初選 ，並在該年的大選中勝出了，順利成為該選區的新任議員。  2015 年12月2日，林銘德被任命为時任國際貿易部部長方慧蘭的議會秘書。  2017年1月26日，拉梅蒂改任創新、科學與經濟發展部部長卑恩斯（Navdeep Bains）的議會秘書。 
2019年1月14日，林銘德被總理杜魯多任命為司法部長暨檢察總長，並於同年4月15日被任命為御用大律師。 林銘德因為杜魯多進行了內閣改組，於2023年7月被除去內閣裏所有職務。 為了加入Fasken Martineau DuMoulin律師樓，林銘德在2024年1月25日宣佈了他從2月1日起將辭去國會議員一職，令該議席懸空。 